# Сосонка (Сумская область)
Сосонка (укр. Сосонка) — село,
Староивановский сельский совет,
Ахтырский район,
Сумская область,
Украина.
Код КОАТУУ — 5920388006. Население по переписи 2001 года составляет 276 человек.

## Географическое положение
Село Сосонка находится на правом берегу реки Ворскла,
выше по течению на расстоянии в 4,5 км расположено село Заречное (Тростянецкий район),
ниже по течению на расстоянии в 1,5 км расположено село Подол,
на противоположном берегу — село Климентово.
Река в этом месте извилистая, образует лиманы, старицы и заболоченные озёра.
К селу примыкает большой лесной массив (дуб).
Через село проходит автомобильная дорога Р-17.

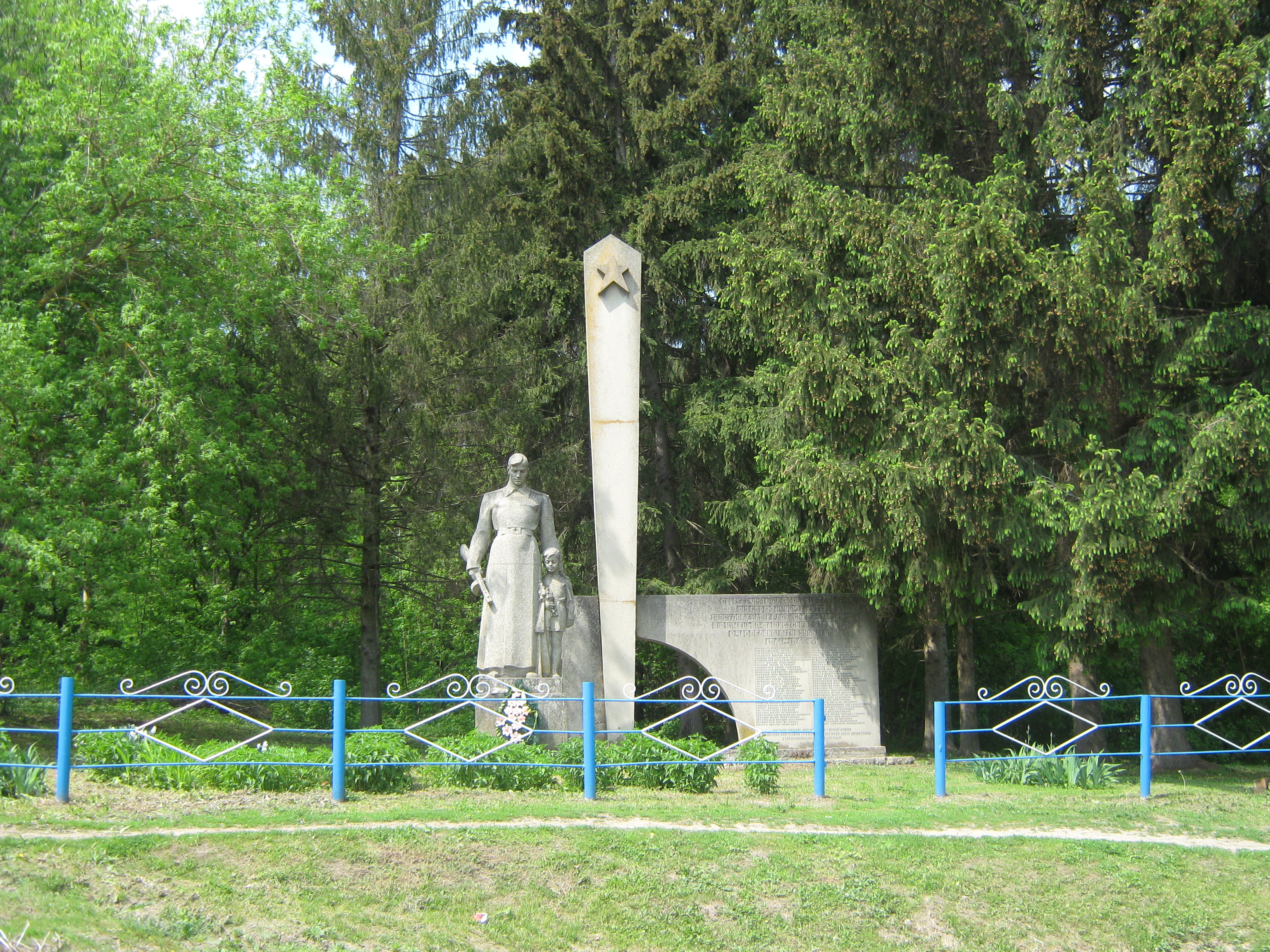
Памятник

## История
- Около села Сосонка найдено городище скифских времён (V-ІІІ вв до н. э.) и древнерусское городище и курганный могильник IX-XIII вв.
- Хутор Сосонка принадлежал ахтырскому полковнику Алексею Лесевицкому (вторая половина XVII века).

## Предприятия
- Пилорама. Магазин

## Объекты социальной сферы
- Клуб.